# روي إيلين
روي إيلين (بالإنجليزية: Roy Ellen)‏ هو عالم إنسان بريطاني، ولد في 1947.